# TOMOHISA YAMASHITA TOUR 2013 -A NUDE-
『TOMOHISA YAMASHITA TOUR 2013 -A NUDE -』（トモヒサ ヤマシタ  ツアー 2013 エーヌード）は日本のアイドル、山下智久の3枚目の映像作品。2014年9月3日にワーナーミュージック・ジャパンより発売された。

## 概要
2013年10月から12月にかけて、アルバム「A NUDE」を引っさげて行われた全国ホールツアー、アリーナツアー『TOMOHISA YAMASHITA TOUR 2013 -A NUDE -』の東京・国立代々木第一体育館での最終公演(2013年12月19日)の模様が収録された。
このコンサートは、SMAPの香取慎吾が総合演出を務めた。
DVD初回盤、DVD通常盤、Blu-ray通常盤、DVD山下智久SHOP限定盤の4形態でのリリース。
収録内容は、全形態共通の内容が収録され、全形態共通の特性ブックレットが封入されている。
初回盤は、スペシャルデジパック仕様、24ページブックレット付き。山下智久SHOP限定盤は、カラフル三方背BOX仕様、オリジナルA NUDEミニタオル付き。

## 収録内容

### 本編映像

#### DISC1
1. Opening
2. SING FOR YOU
3. 怪・セラ・セラ
4. 抱いてセニョリータ
5. はだかんぼー
6. Junction
7. Hit the Wall
8. Tokyo Sinfonietta
9. Nocturne
10. 月の幻
11. 君の風になって
12. そばにおいでよ
13. 蜃気楼
14. PARTY DON'T STOP（feat. DJ DASK）
15. TALK
16. Loveless
17. 夏のオリオン
18. パレード
19. Run From You
20. 原始的じゃナイト ～アナログラブ～
21. TALK
22. EVERYBODY UP
23. Junction
24. LOVE CHASE（JM remix）
25. Yours Baby（JM remix）
26. MONSTERS
27. One in a million（JM remix）
28. Beating（JM remix）
29. NEXTACTION feat. 藤ヶ谷太輔（Kis-My-Ft2）
30. PAri-PArA
31. MAGIC
32. Stand Alone

#### DISC 2
1. Junction
2. 愛、テキサス
3. Shiver
4. 青春アミーゴ
5. 悩みの森の真ん中で
6. モンスター
7. Touch You
8. SUMMER NUDE '13
9. LOVE CHASE
10. 抱いてセニョリータ
11. MAGIC

### 特典映像
DISC 2
1. Document of A NUDE TOUR 2013
2. PAri-PArA（12/18 Ver.）
香取慎吾ゲスト参加。
3. NEXTACTION feat. 藤ヶ谷太輔（Kis-My-Ft2）Music Video